# Ibrahim Ahmed Abdelatif
Ibrahim Ahmed Abdelatif (ar. إبراهيم أحمد عبداللطيف) – egipski zapaśnik walczący w obu stylach. Brązowy medalista igrzysk śródziemnomorskich w 1955, 1959 i 1963 roku.